# Laura-Charlotte Syniawa
Laura-Charlotte Syniawa (n. 29 octombrie 1985, Berlin) este o actriță germană.

## Date biografice
Laura-Charlotte apare când avea 11 ani, pentru prima oară pe ecran, în filmul „Corinna Pabst – Fünf Kinder brauchen eine Mutter“. La 15 ani joacă rolul principal în filmul „Riekes Liebe“.  După o serie de roluri secundare primește rolul principal în filmul „Sperling und das letzte Tabu“. Mai cunoscută devine prin filmul Donna Leon, unde a jucat rolul fiicei comisarului.

## Filmografie
Filme
- 1997: Corinna Pabst – Fünf Kinder brauchen eine Mutter
- 1998: Kidnapping Mom & Dad; ca „Mel“
- 1998: Die Mörderin
- 1999: Verbotenes Verlangen – Ich liebe meinen Schüler
- 2001: Riekes Liebe; als „Rieke“ (rol principal)
- 2003: Kammerflimmern
- 2006: Das Schneckenhaus
- 2006: Liebe nach dem Tod

Televiziune
- Alphamann „Amok“ (1999), regie: Thomas Jauch
- Donna Leon (din  2000), regie: diferite roluri și rol principal ca Chiara Brunetti
- Sperling und das letzte Tabu (2001), regie: Peter Schultze-Rohr, rol principal Victoria Kohnart
- Polizeiruf 110 „Vom Himmel gefallen“ (2002), regie: Michael Laske, rol principal Denise
- Großstadtrevier „Blinder Eifer“ (2002), regie: Lars Jessen, rol principal Stefanie Berger
- Bloch „Fleck auf der Haut“ (2003), regie: Stephan Wagner, rol principal Magdalena
- Tatort: Der Lippenstiftmörder (2006), regie: Andras Senn, rol principal Caro